# Carme Vall Clara
Carme Vall Clara (Calonge, 1955) és una professora de matemàtiques i política catalana, actual regidora de l'Ajuntament de la Bisbal d'Empordà.
Va estudiar matemàtiques a la Universitat Autònoma de Barcelona i va començar treballar com a professora de matemàtiques a l'Institut de Palamós l'any 1985. És regidora de l'ajuntament de la Bisbal d'Empordà des de l'any 2007. A l'Ajuntament té les regidories d'Hisenda i Patrimoni, Administració i Règim Intern; Gent Gran i la delegació específica del cementiri.